# Баклабич
Баклабич (Basqlābiǧ, Vaclavić; умер в 936, Бранибор) — князь стодорян с 921 по 936 год.

## Имя
Имя сохранилось только в арабском написании. Возможна славянская первоначальная форма Вацлавич или аналогичная. Возможно также совладал с другим князем по имени Вацлав. По другой версии именно его звали Вацлав, а Баклабич происходит от имя отца или деда — Баклаба.

## Биография
Аль-Масуди упоминал Баклабича как князя стодорян наряду с Ваничславом и Гираном Намджином (возможно имеются в виду Вацлав Святой и Генрих I Птицелов), то есть в период между 921 и 929 годами. Таким образом, Баклабич мог быть князем во время немецкого завоевания Бранибора зимой 928/929 года, по итогам которого его сын Тугумир стал заложником Генриха Птицелова, а сам Баклабич обязался выплачивать дань. Более поздние историки, такие как Видукинд Корвейский, не упоминали его имени.
Также известно, что Баклабич, незадолго до вторжения Генриха I Птицелова, сумел уничтожить все залоги на границах своих земель с Германским королевством в течение 921—925 годов. После 928 года о его жизни ничего неизвестно, однако считается, что он продолжил править вплоть до 936 года.

## Дети
Баклабич, возможно, был отцом князя Тугумира и чешской княгини Драгомиры.